# 마이 리틀 포니: 우정은 마법
《마이 리틀 포니: 우정은 마법》(영어: My Little Pony: Friendship Is Magic)은 미국의 해즈브로와 DHX 미디어의 캐나다 밴쿠버 스튜디오가 마이 리틀 포니 장난감을 기반으로 제작한 하이 판타지 TV 애니메이션이다. 2010년 10월에 첫 번째 시즌이 시작했다. 그리고 현재는 총 시즌9에 221개의 애피소드로 모든 애피소드가 공개되었다. 약 30개 언어로 번역되어 방영하고 있다.
해즈브로는 계획 단계에서 로런 파우스트를 크리에이티브 디렉터이자 최고 프로듀서로 선택했다. 파우스트는 깊이 있는 캐릭터와 배경으로 기존 마이 리틀 포니의 여아성에 도전하였고, 해즈브로가 제안한 E/I 콘텐츠와 마케팅을 받아들였다. 파우스트는 첫 번째 시즌 이후, 컨설팅 프로듀서로서 남고, 슈퍼바이징 프로듀서였던 제이슨 티선이 그 자리를 대신했다.
이퀘스트리아, 포니빌에서 셀레스티아 공주로부터 우정에 대해 연구하라는 명령을 받은 유니콘 포니, 트와일라잇 스파클을 주인공으로 진행된다. 트와일라잇은 애플잭, 래리티, 플러터샤이, 레인보우 대시, 핑키파이와 친구가 되고, 각 친구는 우정의 각기 다른 모습을 상징하며 스스로가 “조화의 원소”가 된다는 것을 깨닫게 된다. 그리고 친구들은 우정에 대한 문제들을 함께 해결해 나가면서 모험을 한다.
여자아이와 부모를 대상으로 잡았음에도 불구하고, 남성 청소년, 성인들에게도 큰 인기를 얻어 브로니라는 팬층이 생겼다. 이러한 인기로 프로그램은 리믹스 문화와 다양한 인터넷 밈들의 요소가 되었다.

## 시작

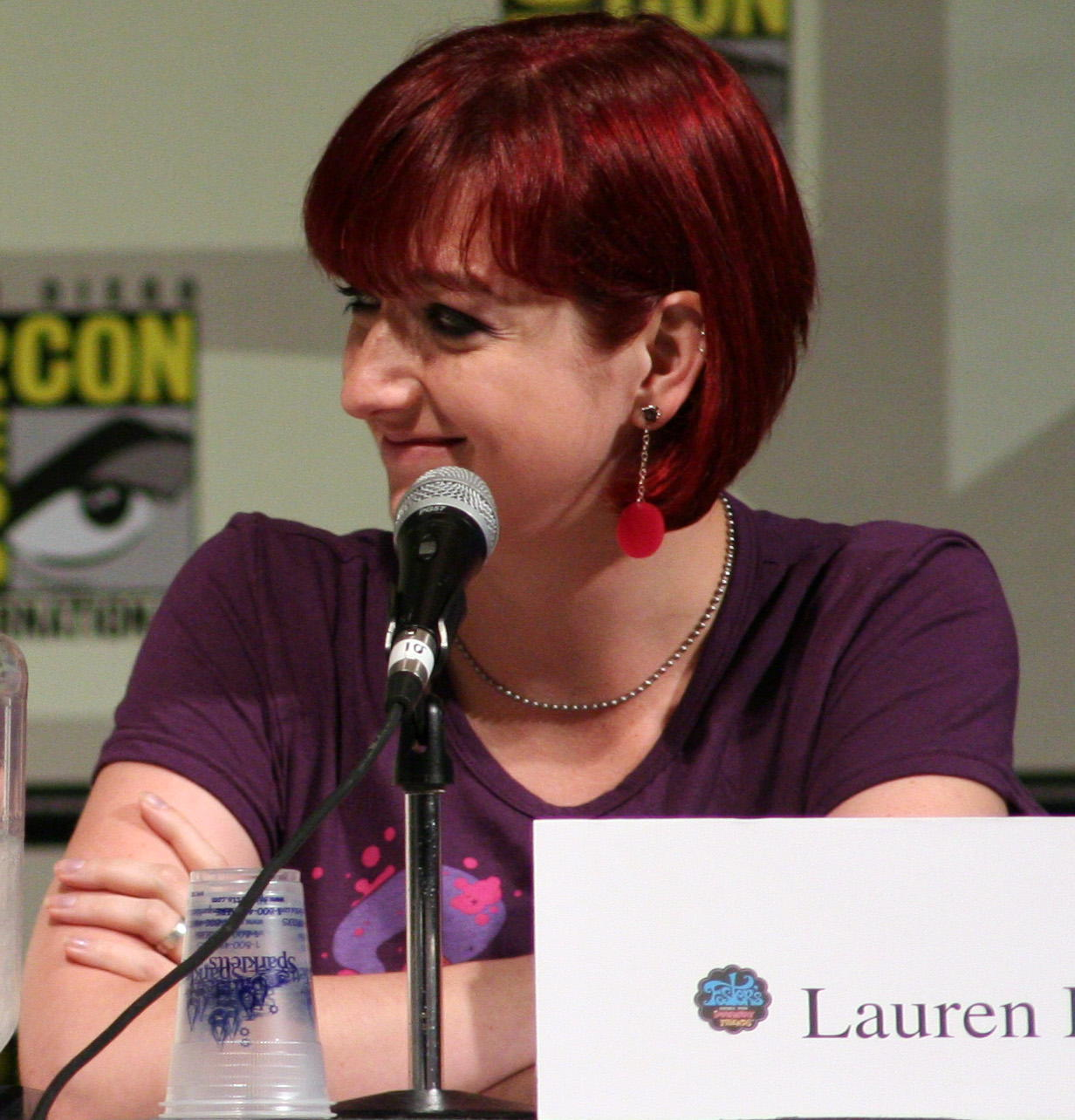
마이 리틀 포니: 우정은 마법의 기획자, 로렌 파우스트

해즈브로는 마이 리틀 포니 프랜차이즈를 현 세대 여아에게 더 맞는 디자인으로 리메이크하고자 하였다. 과거 프로그램의 리메이크에 대한 논의는 매우 중요하게 다뤄졌고, 상당수가 한때 해당 만화의 팬이었던 경영진들의 의견에 영향을 받았다.
애니메이터이자 작가인 로렌 파우스트는 여아용 장난감 상품, 갤럭시 걸즈를 애니메이션 시리즈로 제작하기 위해 해즈브로에 접근했다. 《파워 퍼프 걸》과 《상상 속 친구들의 모험》에 참여한 경력이 있는 로렌 파우스트는 오랫동안 여아용 오리지널 애니메이션을 제안했지만, 여아용 만화는 성공하기 힘들다며 스튜디오와 방송사에서 거절되었다. 로렌 파우스트가 해즈브로 스튜디오의 리사 릭트에게 이를 제안했을 때, 리사 릭트는 로렌 파우스트에게 〈마이 리틀 포니: 프라머네이드 공주〉를 보여주었다. 리사 릭트는 로렌 파우스트 스타일이 이와 맞는다고 생각해, 로렌 파우스트에게 마이 리틀 포니 프랜차이즈 리메이크에 대한 아이디어를 부탁했다.
해즈브로는 로렌 파우스트에게 기초적인 컨셉을 잡도록 하고, 추가적인 도움을 받을 수 있도록 지원했다. 로렌 파우스트는 '여아용 장난감을 기반으로 만든 만화는 지루하고 연관성이 떨어진다'고 생각했기에 일을 처음 받았을 때는 매우 회의적이었다. 로렌 파우스트는 처음으로 일을 맡고, 여아용 만화가 무조건 유치하고, 귀엽고, 착할 필요가 없다는 것을 증명하고 싶어 했다. 그러기 위해 로렌 파우스트는 캐릭터마다 깊이 있는 성격을 정하고, 전형적인 여성상을 따르지 않음으로써 만화의 여러 부분을 여아용 만화에 대한 고정관념과 모순되게 했다. 로렌 파우스트는 자신이 어렸을 적 상상했던 대로 캐릭터들의 성격과 만화의 배경을 정했다. 해즈브로는 로렌 파우스트의 새로운 시도를 긍정적으로 바라봤고, 이는 로렌 파우스트에게 영감을 주었다. 로렌 파우스트는 모험에 대한 요소와 우정에 대한 요소를 비슷한 비율로 넣으려고 했지만, 주요 시청자들의 연령대가 낮다는 점을 감안해 친구들의 우정에 대한 요소에 더 중점을 두었다. 애니메이션이 승인될 무렵, 로렌 파우스트는 세 에피소드 분량의 대본을 완성시켰다.
로렌 파우스트는 컨셉 스케치를 작성하기 시작하였고, 1세대 포니, 트와일라잇, 애플잭, 파이어플라이, 서프라이즈, 포지, 스파클러는 주연 캐릭터를 디자인하는 데 영감을 주었다. 해즈브로는 애니메이션을 승인하면서 로렌 파우스트를 최고 프로듀서로 임명하고, 기초 컨셉을 모두 잡아줄 것을 부탁했다. 로렌 파우스트는 컨셉을 잡기 위해 다른 애니메이션에서 함께 작업했던 동료, 마틴 안솔라베르와 폴 루디시와 함께 작업했다. 폴 루디시는 페가수스 포니들이 날씨들 조정한다는 아이디어와 나이트메어 문에 대한 아이디어를 생각해 냈다. 로렌 파우스트는 남편인 크레이그 매크래컨과 상의하기도 했다. 기초 컨셉을 본 해즈브로는 로렌 파우스트에게 더 많은 캐릭터 디자인을 요구했고, 로렌 파우스트는 배경 컨셉과 캐릭터 컨셉을 개선하기 위해 데이브 던넷과 린 네일러를 불렀다.
기초 컨셉이 완성된 후, 해즈브로는 애니메이션을 제작하기 위해 어도비 플래시로 많은 동물 애니메이션을 스튜디오 B(현재 DHX 미디어)를 애니메이션 제작 스튜디오로 선택했다. 스튜디오 B는 제이슨 티선을 감독으로 고용하길 요청했고, 로렌 파우스트는 이에 동의했다. 로렌 파우스트, 제이슨 티선, 제임스 우튼은 2분짜리 애니메이션을 완성시킴으로써 최종적으로 제작 허가를 받아냈고, 애니메이션을 처음 의뢰받았을 때부터 최종 제작 허가가 내려지기까지 약 1년이 걸렸다.

## 제작

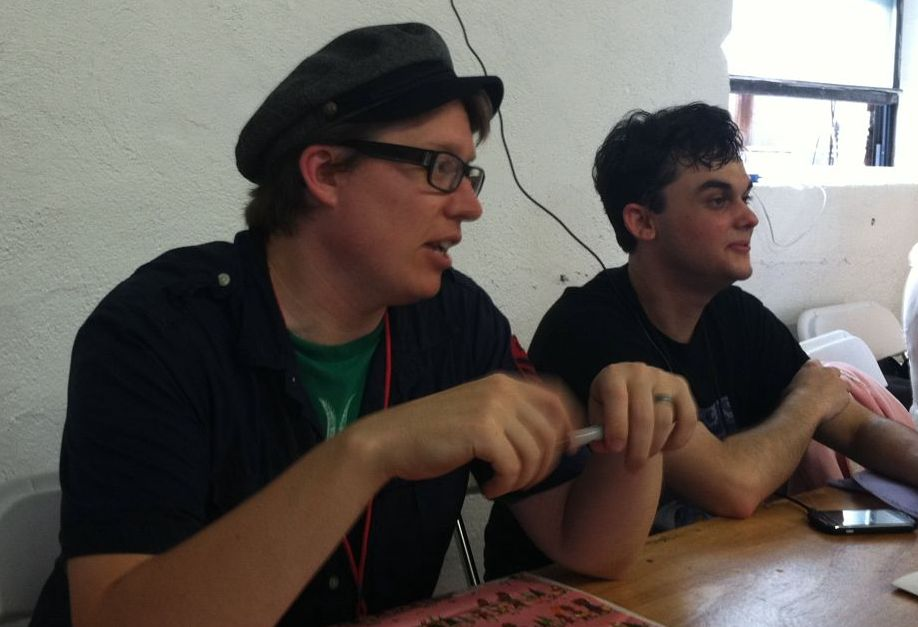
슈퍼바이징 프로듀서, 제이슨 티선(왼쪽)과 션 스코텔라로

애니메이션은 가장 많은 각본가를 소유한 로스앤젤레스의 해즈브로 스튜디오와 브리티시컬럼비아주 밴쿠버의 DHX 미디어에서 만들어진다.
각본가 중에는 다른 애니메이션에서 로렌 파우스트와 함께 작업한 사람도 있었는데, 에이미 키팅 로저스, 신디 마로우, 메건 맥캐시, 크리스 사비노, 샤를로트 풀러턴, 미첼 아론 라슨, 데이브 폴스키 등이 있다. 집필 작업은 로렌 파우스트와 롭 렌제티가 다양한 에피소드 줄거리를 내놓는 것으로 시작되었다. 두 명은 각 에피소드의 작가들과 의견을 나눴고, 각 장면과 대화에 관한 원고를 작성하도록 했다. 그 후 둘은 작가와 함께 원고를 마무리하고, 기초 스토리보드 아티스트를 지정했다. 해즈브로는 이 작업 대부분에 관여하였고, 일부 작중 설정에도 영향을 미쳤다. 해즈브로는 셀레스티아의 호칭을 여왕이 아닌 공주로 바꾸고, 주연 캐릭터 중 한 명은 패션과 관련되도록 했다. 또한, 장난감을 출시하기 위해 래리티의 부티크를 요청하기도 했다. 간혹 해즈브로는 특정한 설정을 요구하면서 외향은 로렌 파우스트에게 맡기기도 했다. 로렌 파우스트는 해즈브로가 요구한 E/I 기준에 맞추어야 했고, 이는 제작을 더 힘들게 만들었다. 로렌 파우스트는 한 캐릭터가 다른 캐릭터를 Egghead(범생이)라고 부르게 한 것은 “매우 조심스러운 시도”라고 밝혔고, 한 캐릭터가 경쟁에서 속임수를 쓴다는 점에서 규제될까 걱정했다고 밝혔다.
완성된 원고는 애니메이션 제작을 위해 스튜디오 B로 보내진다. 스튜디오 B에서는 받은 원고에 따라 스토리보드를 제작하고, 애니메이터들은 주요 캐릭터 동작과 레이아웃, 배경음악 등의 요소들을 준비한다. 해즈브로는 이를 다시 확인하고 다시 로스앤젤레스 해즈브로 스튜디오에 보내 각본가들의 의견을 받는다. 제이슨 티선은 만화에 들어간 전문 기술의 상당수가 기술적으로 작업을 간소화하고 경제화시킨 제임스 우튼의 공로라고 평가했다. 스튜디오 B에서 초기 애니메이션 작업을 하고, 마지막으로는 시즌1 후반부를 함께 제작한 필리핀의 탑 드로우 애니메이션을 거친다.
성우 녹음은 보이스박스 프로덕션에서 음성 감독인 테리 클라센과 함께 이루어졌다. 로렌 파우스트와 제이슨 티선, 그리고 다른 사람들이 성우를 채용하는데 참여했고, 해즈브로는 최종 승인을 내렸다. 성우 녹음은 애니메이션 작업 전에, 애니메이터가 지켜보는 가운데 이루어졌다.

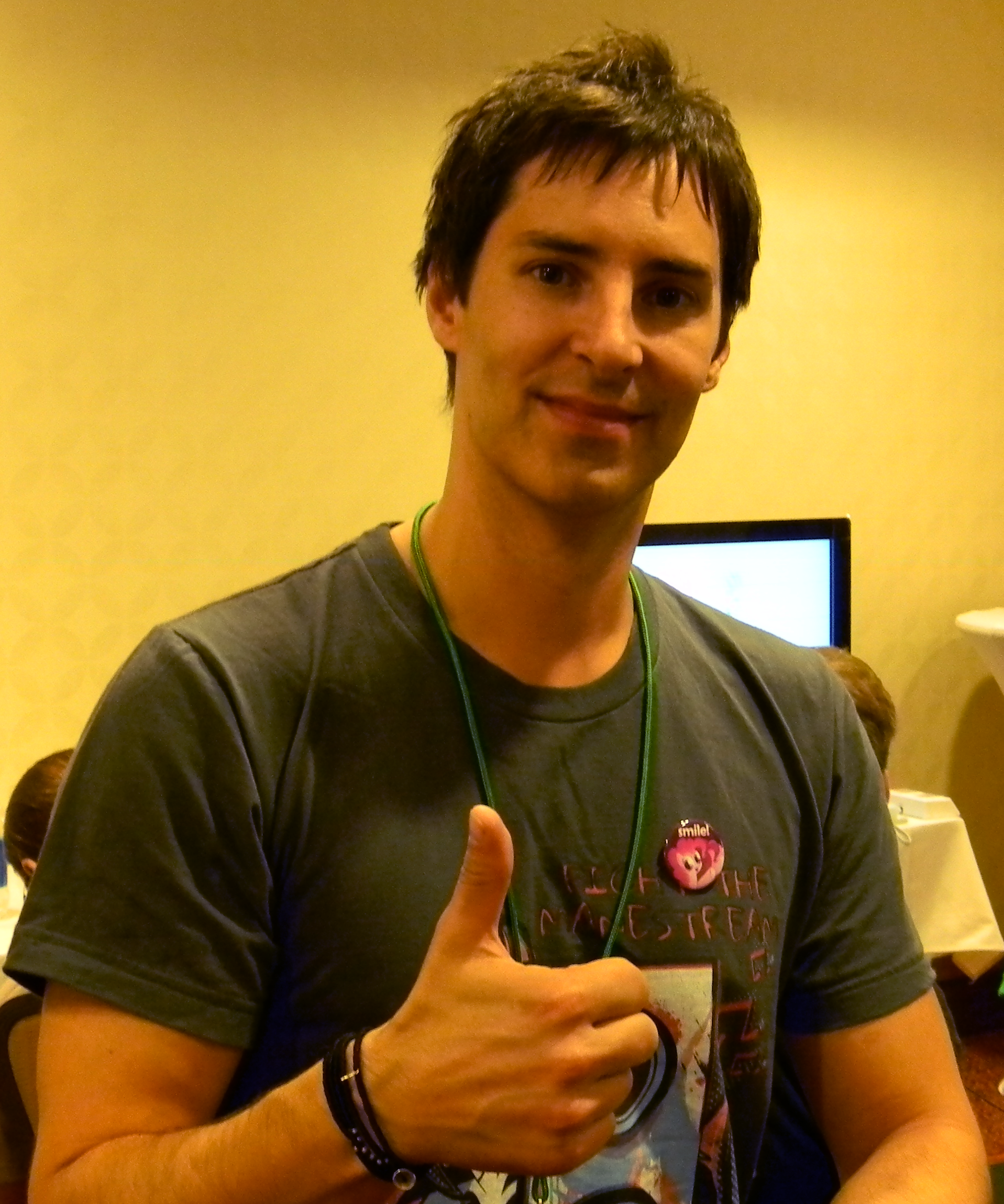
다니엘 잉그램

배경음악은 윌리엄 케빈 앤더슨이, 에피소드 대본에 포함되는 노래는 다니엘 잉그램이 작곡하고, 배경 음악과 뮤지컬이 함께 나오는 부분은 윌리엄 케빈 앤더슨과 다니엘 잉그램이 함께 작업한다. 일반적으로 노래는 방송되기 오래 전에 작곡된다. 2012년 11월 시즌3에 등장한 노래는 2011년에 작곡되었다. 노래의 가사나 전체적인 분위기는 각본가가 관여하기도 한다. 각본가인 에이미 키팅 로저스는 스티븐 손드하임의 팬이었는데, 애니메이션 시즌1의 노래 "The Art of the Dress"와 "At the Gala"는 각각 스티븐 손드하임의 작품인 〈Sunday in the Park with George〉와 〈Into the Woods〉와 여러 면에서 비슷하다.
애니메이션이 승인되기 전에 해즈브로와 로렌 파우스트는 최초 컨셉 에피소드인 “기쁨 나누기(The Ticket Master)”에 따라, 각 에피소드의 길이를 11분으로 계획했었다. 그러나 해즈브로는 계획을 바꿔 각 에피소드 길이를 22분으로 바꿨고, 로렌 파우스트도 이에 동의했다. 초기 제작 단계는 매우 빠듯해 로렌 파우스트는 많은 시간을 작업에 보냈다. 또한, 로스 앤젤레스의 각본가들과 밴쿠버의 애니메이션 스튜디오 사이의 잦은 논의가 있었다. 두 팀은 간혹 새로운 아이디어를 제안하기 위해 회의를 열었으며 애니메이션 팀은 주로 모습과 행동 방식, 성격 묘사 등에 관한 아이디어를 냈다. 로렌 파우스트는 에피소드 1개를 완성하는 데 걸린 시간이 1년 정도였다고 추정한다. 팀은 시즌1 26개 에피소드를 동시에 작업했으며, 시즌2가 승인되어 동시에 32개를 작업하기도 했다. 에피소드는 완성 후 약 1개월 뒤에 상영되었고, 회사는 직원들의 이직을 막기 위해 시즌1을 완성한 직후, 시즌2를 작업하도록 요구했다.
시즌1의 마지막 쯤에서 로렌 파우스트는 쇼를 떠났고, 시즌2에서는 대신 컨설팅 프로듀서가 되었다. 로렌 파우스트는 떠나면서 “내가 떠난 후의 빈 자리는 시즌1을 제작한 훌륭한 아티스트들과 작가들, 감독들이 채울 것이다. 이 프로그램은 여전히 재밌을 것이라 확신한다”며 직원들에게 높은 기대를 가졌다.

## 배경
마이 리틀 포니는 일반 포니인 어스 포니, 날개가 달린 페가수스, 뿔이 달린 유니콘을 중심으로 그 외에 다른 동물들이 사는 이퀘스트리아를 배경으로 한다. 주인공 트와일라잇 스파클은 스승이자 이퀘스트리아의 지도자인 셀레스티아 공주로부터 새해 맞이 포니 대축제를 감독하라는 명령을 받고 포니빌로 온다. 트와일라잇 스파클은 나이트메어 문에 대한 예언을 걱정하며 명령을 못마땅하게 여긴다. 새해 맞이 포니 대축제 당일, 셀레스티아 공주는 사라지고 나이트메어 문이 나타나 이퀘스트리아를 영원한 밤에 빠뜨리려 한다. 트와일라잇은 나이트메어 문을 물리치기 위해 애플잭, 플러터샤이, 핑키파이, 레인보우 대시, 래리티와 함께 조화의 원소를 찾으러 떠난다. 트와일라잇은 자신과 친구들이 각각의 조화의 원소를 상징하며 자신이 밝혀지지 않았던 마지막 조각, "마법"이라는 것을 알게 된다. 친구들은 우정의 마법으로 나이트메어 문을 루나 공주로 되돌리고, 셀레스티아 공주는 다시 동생과 재회해 기뻐한다. 셀레스티아 공주는 트와일라잇이 친구들과 헤어져야 한다는 것에 실망하자 포니빌에 머물면서 우정의 마법에 대한 연구를 계속할 수 있도록 해준다.
다른 에피소드들은 여섯 친구들이 다양한 문제들을 해결해 나가는 내용을 담고 있다. 트와일라잇은 각 에피소드의 마지막 부분에서 우정에 대해 배운 것을 셀레스티아 공주에게 알린다. 시즌2 “Lesson Zero”부터는 다른 주인공들도 보고서를 쓰는데 참여한다. 트와일라잇이 공주가 되어 시즌4부터는 셀레스티아 공주에게 보고서를 쓰지 않고, 에버프리 숲의 오래된 성에서 발견한 일기를 돌려썼다.
이 프로그램에서 큰 비중을 차지하는 큐티마크는 포니가 자신의 재능을 찾으면 엉덩이에 나타나는 특수한 문양이다. 대부분의 포니는 어릴 때 큐티 마크가 생긴다. 큐티 마크가 없어 친구들로부터 "썰렁 궁뎅이"라고 놀림받던 애플블룸, 스쿠틀루, 스위티 벨은 "큐티 마크 크루세이더"라는 모임을 만들어, 함께 큐티 마크를 찾기 위해 여러 일에 도전한다.

## 등장인물

### 주연
트와일라잇 스파클 (Twilight Sparkle)
색상:      보라색
레인보우 대시 (Rainbow Dash)
색상:      하늘색
래리티 (Rarity)
색상:      하얀색
플러터샤이 (Fluttershy)
색상:      노란색
핑키파이 (Pinkie Pie)
색상:      분홍색
애플잭 (Applejack)
색상:      주황색

### 조연
스파이크 (Spike)
스타라이트 글리머(Starlight Glimmer)
(영어 성우: 켈리 셰리던, 한국 성우: 소연)
색상 :      보라색
트와일라잇처럼 마법에 매우 재능이있는 유니콘이다. 그녀가 다른 조랑말의 귀염둥이 마크를 마법처럼 제거하여 "완전히 평등 한 사회"를 만들고자하는 마을의 창립자이자 지도자였을 때, 그녀는 차이가 친구들 사이의 불일치를 유발한다고 믿었다. 트와일라잇와 그녀의 친구들이 그녀의 마을에 와서 모든 것을 망칠때까지 말이죠. 그녀는 시즌 5 (트와일라잇의 시간여행)에서 트와일라잇와 그녀의 친구들에게 복수하고 그들의 우정이 일어나는 것을 막기 위해 돌아온다. 트와일라잇과 스파이크는 그녀를 쫓았지만, 그녀가 과거를 바꾸지 못하도록 반복적으로 실패하면서 그들은 타임 루프에 갇히게된다. 그들이 그녀의 행동이 이퀘스트리아를 어떻게 황폐화시키고 있는지 그녀에게 보여 주려고했을 때 스타라이트는 그들을 믿기를 거부하고 그녀가 그녀의 친구 선버스트를 와 어떻게 분리되었는지 보여준다. 통로. 그러나 트와일라잇는 스타라이트가 그녀의 길을 바꾸고 새로운 친구를 사귀고 심지어 그녀를 학생으로 받아들이도록 설득했다.
디스코드 (Discord)
(영어 성우: 존 디 랜시, 한국어 성우: 김기현)
여러 동물을 합친 모습을 한 드라코니쿠스이다. 디스코드라는 이름은 조화의 반대인 불화(혼란)를 의미하며, 이퀘스트리아를 혼돈에 빠뜨리려 했지만, 첫 번째는 셀레스티아 공주와 루나 공주에게, 두 번째는 트와일라잇과 친구들에 의해 저지당한다. 이후에 플러터샤이에게 교화되었지만, 시즌4 피날레에서 배신한다. 하지만 곧 친구들에게 사과하고, 디스코드가 트와일라잇에게 준 목걸이는 티렉을 쓰러뜨리는 데 도움을 준다.
큐티 마크 크루세이더 (CMC, Cutie Mark Crusader)
큐티 마크를 찾는 것을 목표로 애플블룸을 중심으로 스위티 벨, 스쿠틀루가 함께 만든 그룹이다. 이 그룹은 다이아몬드 티아라와 실버 스푼이라는 필리들에게 '민궁뎅이'라고 불리면서 놀림 받는다.
큐티마크를 찾을 수 있다는 것은 무엇이든 다 해본다.
- 애플블룸 (Apple Bloom)

(영어 성우: 미셸 크레버, 한국어 성우: 김채하)
색상:      노란색
노란색 몸에 빨간색 갈기와 꼬리를 가진 어스포니이다. 항상 머리에 리본을 매고있다. 무언가를 만드는 재능이 있어 보이나 스스로는 잘 모른다.
작중에서 밝혀진 가족 관계로는 스미스 할머니, 오빠 빅 매킨토시, 언니 애플잭이 있다. 최근에 방패 모양과 하트모양 사과무늬의 큐티마크를 얻게 되었다.
- 스쿠틀루 (Scootaloo)

(영어 성우: 매들린 피터스, 한국어 성우: 정유미)
색상:      주황색
주황색 몸에 자홍색 갈기와 꼬리를 가진 페가수스이다. 춤이나 운동 등, 신체적 활동에 재능이 있지만 스스로는 알지 못 하고 있다. 레인보우 대시를 존경한다. 페가수스지만 날개에 장애가 있어 날지 못 한다.최근에 방패와 날개무늬 위 번개문양 모양의 큐티마크를 얻게 되었다.
- 스위티 벨 (Sweetie Belle)

(영어 성우: 클레어 콜렛, 한국어 성우: 양정화, 노래 성우: 미셸 크레버)
색상:      하얀색
하얀색 몸에 보라색과 분홍색이 섞인 갈기와 꼬리를 가진 유니콘이다. 노래에 재능이 있지만 스스로는 알지 못 하고 있다. 어려서 마법을 잘 쓰진 못한다.
작중에서 밝혀진 가족 관계로는 부모님과 언니인 래리티가 있다. 최근에 방패 모양의 음표와 별모양의 큐티마크를 얻게 되었다.
- 밥 시드 (Babs Seed)

CMC의 신입으로 진한 황토색 몸에 다홍색 갈기와 꼬리를 가진 어스 포니이다. 애플블룸과 친척관계이고, 비슷한 나이에 큐티마크가 없어 큐티마크 크루세이더에 들어오게 되었다.
사실 포니빌에 들르기 전에 밥시드는 큐티마크가 없다는 것을 이유로 따돌림을 당했었다고 한다. 그로 인해 포니빌에와서 다이아몬드 티아라와 실버 스푼과 함께 CMC를 따돌리는 것에 가담했다가 곧 뉘우치고 사과한다.
최근 가위모양의 큐티마크를 갖게 되었다.
셀레스티아 공주 (Princess Celestia)(영어 성우: 니콜 올리버, 한국어 성우: 양정화)
색상:      하얀색
하얀색 몸에 하늘색, 초록색, 분홍색이 섞인 갈기와 꼬리를 가진 알리콘이다. 큐티 마크는 해 모양이다. 이퀘스트리아를 다스리는 최고 권력자이고, 해를 띄워 낮을 만드는 일을 한다.
1000살 이상 살았으며 왕실 학교 입학 시험 때 트와일라잇의 마력에 대한 잠재력을 보고 자신의 제자로 임명한다.
작중에서 밝혀진 가족 관계로는 여동생인 루나 공주가 있다.
루나 공주 (Princess Luna)(영어 성우: 태비사 세인트저메인, 한국어 성우: 정유미)
색상:      남색
남색 몸에 파랑색 갈기와 꼬리를 가진 알리콘이다. 큐티 마크는 남색/보라색 얼룩에 하얀색/하늘색 달 모양이다. 이퀘스트리아를 다스리고, 달을 띄워 밤을 만든다.
약1000년 전, 루나는 백성들이 낮에만 즐겁게 뛰놀고 밤에는 잠만 자고있어 슬퍼하였고 언니인 셀레스티아 공주를 질투하고 증오하여 그 어둠의 면적이 커져가 결국 루나를 어둠이 집어 삼켜 나이트메어 문이라는 괴물을 만들어 버렸다. 나이트메어 문은 셀레스티아를 처리하고 이퀘스트리아를 영원한 밤에 빠뜨리려 했지만 언니는 조화의 원소를 이용해 루나 공주를 1000년 동안 달로 추방한다.
나이트 메어 문은 1000년 후 다시 돌아와 이퀘스트리아를 영원한 밤에 빠뜨리려 하지만, 트와일라잇과 친구들의 우정의 마법에 의해 원래 모습으로 돌아온다.
케이던스 공주 (Princess Cadence)(영어 성우: 브릿 매킬립)
색상:      분홍색
분홍색 몸에 보라색, 자홍색, 노란색이 섞여있는 알리콘, 공주이다. 큐티마크는 크리스털 하트이다.
트와일라잇의 어릴 적 베이비시터이다. 사랑을 상징하는 공주이고 시즌2 캔틀롯 결혼식에서 처음 등장한다. 트와일라잇의 오빠인 샤이닝 아머와 결혼했으며, 사랑의 힘으로 크리살리스 여왕을 이퀘스트리아에서 추방했다.
현재 크리스탈 왕국을 다스리고 있다.
샤이닝 아머 (Shining Armor)
색상:      하얀색
작중 트와일라잇 스파클의 오빠로 등장한다. 하얀색 몸과 파랑색 계열의 갈기와 꼬리를 가진 유니콘이다. 왕실 근위대에 근무하고 있으며 케이던스 공주와 결혼 후 크리스털 왕국을 다스리게 되었다.

### 엑스트라 포니
포니빌
- 케이크 부부 (The Cake Family)

슈거큐브는 포니빌에서 가장 맛있다고 알려진 베이커리로, 케이크 부부는 이 슈거큐브 코너를 운영하고 있다. 핑키파이를 봐주고 있으며 파운드 케이크와 펌킨 케이크를 낳아 기르고 있다. 노란 몸에 주황색 갈기와 꼬리를 가진 어스포니 캐럿 케이크(Mr. Carrot Cake)와 그의 와이프 컵케이크(Mrs.Cup Cake)(하늘색 몸과 연분홍과 핑크색이 섞여 있는 크림 모양 갈기와 꼬리를 가진 어스포니)가 있다.
- - 파운드 케이크 (Pound Cake)

연노란색 몸에 갈색 갈기와 꼬리를 가지고있는 페가수스이다. 아직 어린 아기이며, 펌킨케이크와 쌍둥이이다.
- - 펌킨 케이크 (Pumpkin Cake)

파운드 케이크와는 다른 연노란색 몸과 주황색 갈기와 꼬리를 가지고 있는 유니콘이다. 아직 어린 아기이며, 파운드케이크와 쌍둥이이다.
- 치어릴리 (Cheerilee)

색상:      자홍색
포니빌의 학교에 근무하는 선생님이다.
- 스윗 애플 에이커즈
  - 스미스 할머니 (Granny Smith)

애플잭의 할머니고 큐티마크는 사과파이이다. 지혜롭지만 가끔 엉뚱할 때도 있다. 스윗 애플 에이커가 탄생한 이야기를 알고 있다.
- - 빅 매킨토시 (Big Mcintosh)

색상:      빨간색
애플잭과 애플블룸의 오빠로, 연주황갈기와 꼬리에 빨간색 몸을 가지고 있다. 큐티마크는 반쪽난 풋사과. 말을 잘 안하고 가끔 "이-엽" 아니면 "No-pe"
- - 브라이번 (Braeburn)

애플가족 중 하나. 사촌지간. 애플루사에 거주 중.
- 사과가족(Apple Family Tree)

애플잭의 삼촌되는 가족. 오렌지,애플 범킨,애플 사이다,애플 프리터,애플파이,애플 스트류딜,애플 타르트,버터크림,케러멜 애플,골든 딜리셔스 등이 있다.
- 메어 시장 (Mayor Mare)

포니빌의 시장이다. 원래 핑크색 갈기였으나 비주얼 때문에 흰색&회색으로 염색했다.
- 필티 리치 (Filthy rich)

다이아몬드 티아라의 아빠다.
- 그외 배경포니
  - 닥터 후브즈
  - 데이지
  - 로즈
  - 간호사 레드하트
  - 의사
  - 로터스 블러섬
  - 라이라 하트스트링스
  - 스위티 드롭
  - 블러섬폴쓰
  - 미팃
  - 골드 하비스트
  - 미뉴에트(콜게이트)

클라우즈 데일
- 원더볼츠 (The wonderbolts)

원더볼츠는 이퀘스트리아의 가장 최고의 비행사(페가수스)를 모아둔 집단이다. 빠른것은 물론 모든 비행기술까지 꿰고 있다.
- - 스핏 파이어 (Spitfire)

노란색 몸과 연주황과 주황색이 섞여있는 갈기를 가진 페가수스다. 원더볼츠에서 감독관을 맡고있다.
- - 소어린 (Soarin)

연하늘색 몸에 파란색갈기와 꼬리를 가지고있는 페가수스이다. 원더볼츠팀의 일원이며, 애플잭의 파이를 좋아한다.
- 라이트닝 더스트 (Lighting Dust)

민트색 몸에 노란색 계열의 갈기와 꼬리를가진 페가수스다.
대쉬가 원더볼츠에 들어오기 위해 미션을 수행할때의 파트너이자 라이벌이었다. 라이트닝이 자신의 이익을 위해 수단을 가리지 않고 행동하자 대쉬는 원더볼츠를 포기하고 포니빌로 돌아가려 한다. 결국 라이트닝은 남을 생각하며 행동하지 않다가 결국 원더볼츠에게 쫓겨나게 되었다.
- 필리터 (Flitter)
- 스톰워커 (Stormwalker)
- 썬더랜 (Thunderlane)
- 더피 후브즈 (Derpy Hooves)
- 벌크 바이셉스 (Bulk Biceps)

옥타비아
DJ-pon3
etc
- 모드파이 (Maude Pie):

회색 몸과 탁한 연보라색 갈기와 꼬리를 갖고 있는 핑키파이의 언니. 바위농장에서 평생을 살아 돌에 대한 것은 거의 모든 것을 꿰뚫고 있다. 돌을 펫으로 키우고 있으며 볼더라고 부른다. 힘이 굉장히 세 웬만한 돌들은 발굽으로 간단하게 부술 수 있다.
항상 무표정으로 말투도 기계음처럼 음조가 항상 거의 같다.
핑키를 사랑하며 핑키가 위험에 처하자 굉장히 큰 돌을 드릴로 갈 듯 한 번에 처리하는등 핑키를 아낀다. 핑키는 모드파이가 포니빌에 들를 때마다 돌사탕을 만들어 주는데, 모드파이는 이 돌사탕을 기억하기 위해 먹지 않고 모아둔다.
길다 (Gilda)
(영어 성우: 머레이커 헨드릭스, 한국 성우: 김선혜 → 김서영)
대쉬가 클라우드 데일에 살았을때의 친구였던 그리폰으로, 매우 이기적이고 발화점이 낮아 모든 포니들이 피한다. 대쉬에대한 과다집착이 있다 핑키의 장난에 걸려들어 결국 폭발하고 대쉬와 함께 나가려고 하지만 대쉬가 반대하자 결국 혼자 클라우드 데일로 떠난다.
최근 시즌5 에피소드8에서 대쉬와 핑키가 다녀간 이후로 친구를 만들게 되었다. 알고보면 마음이 여리고 남을 생각해주는 성격.

### 악당
나이트메어 문 (Nightmare Moon)
(영어 성우: 태비사 세인트저메인, 한국어 성우: 정유미)
셀레스티아 공주의 동생이 괴물화 된 모습이다. 루나 공주가 달에 추방되기 전에 타락한 모습이다. 검은 몸과 푸른 갈기를 가졌고, 은색 투구를 썼다. 이퀘스트리아에 영원한 어둠을 가져오려고 하지만, 첫 번째는 셀레스티아 공주에게, 두 번째는 트와일라잇과 친구들에 의해 저지당한다. 트와일라잇과 친구들은 조화의 마법으로 나이트메어 문을 루나 공주로 되돌린다.
크리살리스 여왕 (Queen Chrysalis)
(영어 성우: 캐슬린 바, 한국 성우: 이선)
사랑의 힘을 흡수해 먹고사는 종족인 체인질링들의 여왕이다. 검은 몸과, 초록색 갈기를 가졌고, 다리에는 구멍이 뚫려 있다. 캔틀롯 웨딩에서 케이던스 공주로 위장해 이퀘스트리아를 지배하려고 하지만, 트와일라잇에 의해 정체가 탄로나고, 샤이닝 아머와 케이던스가 사용한 사랑의 마법의 힘으로 저지당한다.
솜브라 대왕(King Sombra)
(영어 성우: 짐 밀러 —> 앨빈 샌더스, 한국 성우: 김용준)
검은 몸과 붉은 눈동자를 지니고 있다. 크리스탈 제국을 지배하고, 국민들을 노예로 부리려 했지만 셀레스티아 공주에 의해 봉인된다. 샤이닝 아머와 케이던스가 크리스탈 제국을 맡은 후, 다시 부활해 크리스탈 제국을 지배하려 하지만 트와일라잇과 친구들에 의해 저지당한다.
티렉(Tirek)
(영어 성우: 마크 애치슨, 한국 성우: 이장원)
다른 생물, 특히 조랑말의 마법을 흡수 할 수 있는 강력한 명기. 티렉은 타르타루스에서 탈출 한 시즌 4의 두 부분으로 구성된 피날레 인 "트와일라잇의 왕국"에 처음 등장하고 디스코드를 조작하여 이퀘스트리아의 모든 조랑말에게서 마법을 훔칠 수 있도록 도와준다. 트와일라잇과 그녀의 친구들은 결국 조화의 나무에서 얻은 강력한 마법 인 "레인보우 파워"로 그를 물리 치고 다시 가두 었다.
스티지안(Stygian)
(영어 성우: 빌 뉴톤, 한국 성우: 김기철)
사실 이 모습은 그림자 덩어리 그 자체이며 실제론 그안에 스티지안이 있는 것이다. 이후 시즌7에서 본격적으로 나오는데 고대사 포니중 하나인 스타 스월이 5명의 동료와 같이 자기만의 힘으로 세상을 구해냈지만 그를 따르는 스티지안이라는 포니는 자신만의 힘을 얻기 위해 그들의 기둥이 될 유물들을 전부 훔쳐서 무언가를 하려 하지만 스타 스월과 나머지 5명들이 이것을 알아채고나서 제지를 하고 결국 스티지안은 아무 말도 못한채로 쫓겨나는 신세가 되버려 끝내 어둠에 물들어 그림자 포니가 되어버렸고 복수심에 모든것을 파괴하려 하자 스타 스월의 동료들과 같이 이자를 봉인 시켜버렸다 한다. 하지만 이과정에서 결국 자신들과 동료들이 희생되면서 결국 그림자 포니를 가둔것이 마지막 기록이 되었다 한다.
니세이 처참님(Chancellor Neighsay)
(영어 성우: 모리스 라마시, 한국 성우: 김기철)
그래도 8기 마지막 2부작에서 벌어지는 사건으로 험한 꼴을 당한 이후론 생각이 바뀐 것인지, 트와일라잇의 우정 학교를 인정하는 모습을 보인다.
코지 글로우(Cozy Glow)
(영어 성우: 서니 웨스트브룩, 한국 성우: 강시현)
페가수스 암말과 우정 학교의 전 학생. 우정 학교에 들어가 보고 싶어하던 차에 코지 글로를 발견한다. 코지는 다가올 시험 공부에 큰 어려움을 겪고 있었는데, 이를 보고 큐티 마크 크루세이더스가 코지가 우정 공부를 할 수 있도록 돕는다. 하지만 큐티 마크 크루세이더스가 열심히 도와주었음에도 불구하고 어째서인지 코지 글로는 시험에 낙제하고 말았고, 큐티 마크 크루세이더스는 코지에게 멋대로 잘못된 내용을 가르쳐 줬다는 이유로 트와일라잇 앞에 불려가 크게 꾸중을 듣는다. 시즌의 두 부분으로 구성된 피날레 "학교를 구해라!"에서 그녀의 악랄한 성격이 드러날 때까지. 코지와 티렉은 나중에 그로가에 의해 그의 악당 팀에 합류하기 위해 해방된다.
그로가(Grogar)
(영어 성우: 닥 해리스)
9기 첫 회에 등장한 사악한 흑마법사 산양. 모티브는 1세대 작품 속 같은 이름의 악당에서 따왔다. 참고로 바이콘이 아니다. 오래전에 이퀘스트리아의 첫번째 황제로 생명을 창조했다고 한다. 무슨 영문으로 쫓겨났다가 다시 이퀘스트리아를 정복하려는 야심을 갖고있다. 그로가는 역대 악당들을 소환해 우리들이 협동을 해야만 이퀘스트리아를 정복할 수 있다고 말한다. 솜브라 대왕은 그의 말에 불복종하고 단독 행동하다가 트와일라잇 일행들에게 소멸당하고 만다. 이후 남은 악당들은 그로가의 말에 복종하며 그의 계획이 실행되기까지 같이 생활하게 된다. 코지 글로, 티렉, 크리살리스 여왕, 솜브라 대왕도 그로가의 말에 꼼짝 못할 정도이면 역대 강적들 중에서 최강이라는 것을 알 수 있다. 사실 그로가는 디스코드였다. 디스코드는 트와일라잇의 각성을 위해 일부러 역대 악당들을 소환해서 이퀘스트리아를 공격하도록 유도하려는 계획이었다. 디스코드는 여차하면 자신의 힘으로 이들을 저지할 수 있을 것이라 생각했다.

## 캐스트

### 영어판
- 타라 스트롱 / 리베카 쇼이킷 (노래): 트와일라잇 스파클
  - 리베카 쇼이킷: Sugar Belle, Night Glider
- 애슐리 볼: 레인보우 대시, 애플잭, 어퍼 크러스트, Prim Hemline
- 앤드리아 리브먼 / 섀넌 챈켄트 (노래): 핑키 파이
  - 앤드리아 리브먼: 플러터 샤이, 펌킨 케이크
  - 섀넌 챈켄트: 실버 스푼
- 태비사 세인트 저메인 / 카즈미 에번스 (노래): 래리티, 루나 공주
  - 태비사 세인트 저메인: 스미스 할머니, 케이크 부인, 파운드 케이크, 더피 후브즈, 나이트메어 문, 포토 피니시, Suri Polomare
- 캐시 웨슬럭: 스파이크, 시장, Coco Pommel
- 니콜 올리버: 셀레스티아 공주, 치어릴리, 스핏파이어 (“소닉 레인붐”), Tree Hugger
- 미셸 크레버: 애플 블룸, 스위티 벨 (노래 – 시즌 1-3)
- 클레어 콜렛: 스위티 벨
- 매들린 피터스: 스쿠틀루
- 브릿 맥킬립: 케이던스 공주
- 앤드루 프랜시스: 샤이닝 아머
- 피터 뉴: 빅 매킨토시, 젯 셋, Goldie Delicious
- 존 디 랜시: 디스코드
- 브라이언 드러먼드: 케이크 씨, 실버스타, 더럽게 부자, 아위소틀, Seebreeze, Double Diamond
- 브렌다 크리칠로: 제코라, 마틸다
- 챈털 스트란드: 다이아몬드 티아라
- 리 토카: 스닙스, 스티븐 마그넷, 스팟
- 리처드 이언 콕스: 스네일스, 덤벨, Fat dragon
- 알렉산드라 카터: 트위스트
- 켈리 메츠거: 스핏파이어 (시리즈의 나머지)
- 맷 힐: 소어린, 보라색 드래곤
- 제이슨 티선 / 마이클 돕슨 (“Raibow Falls”, “Castle Sweet Castle”): Bulk Biceps
  - 제이슨 티선: 왕실 근위병 1 (“공주님의 애완동물”), 왕실 근위병 2 (“공주님의 애완동물”)
  - 마이클 돕슨: Dr. Cabarellon
- 머레이커 헨드릭스: 길다
- 캐슬린 바: 트릭시, 훕스, 크리살리스 여왕
- 블루 맨쿠마: 붉은 용, 플러터가이 (“무시무시한 소문”)
- 트레버 드볼: 호이티 토이티, 팬시 팬츠, 아이언 윌
- 레나 아나퀘: 사파이어 쇼어스
- 스콧 맥닐: 로버, 선더후브즈 추장, 녹색 용, 플램
- 게리 초크: 피도, Prince Rutherford
- 마이클 데인저필드: 브레이번
- 에린 매슈스: 리틀 스트롱하트
- 빈센트 통: 블루블러드 왕자, 조, 가블
- 윌리엄 로렌슨의 (“악몽의 밤 축제!”) / 그레이엄 베르체레 (“Twilight Time”): 핍스퀵
- 실비아 자라딕: 체리 주빌레
- 새뮤얼 빈센트: 플림, Party Favor
- 키아라 자니: 데어링 두
- 리처드 뉴먼: 크랭키 두들 동키
- 마크 올리버: (위대한) 귀스타브
- 잔 랩슨: 뮬리아 마일드
- 짐 밀러: 솜브라 대왕, Trouble Shoes
- 브리나 드러먼드: Babs Seed
- 브릿 어빈: Lightning Dust
- 퍼트리샤 드레이크: Ms. Peachbottom
- 비나 수드: Ms. Harshwhinny
- 엘렌 케네디: Mane-iac, 키메라 (세 개의 머리)
- 위어드 알 얀코빅: Cheese Sandwhich
- 도런 벨: Trenderhood
- 앨빈 샌더스 / 마커스 모슬리 (노래): 플러터가이 (Filli Vanilli)
- 잉그리드 닐슨: Maude Pie
- 이언 제임스 콜렛: Silver Shill
- 마크 아체슨: Lord Tirek
- 켈리 셰리던: Starlight Glimmer

### 한국어 더빙판
- - 박지윤: 트와일라잇 스파클, 사파이어 쇼어스(시즌4), 새시 새들스(시즌7), 갤러스
  - 조현정: 레인보우 대시, 포멜(시즌6), 실버스트림
  - 김율: 애플잭, 모드 파이, 요나
  - 김현지: 핑키 파이(시즌5까지), 실버 스푼(시즌3부터)
  - 이지영: 플러터 샤이(시즌5까지)
  - 여민정: 래리티, 트위스트, 더피 후브즈, 스미스 할머니(시즌3), 플러리 하트, 레드 하트(시즌7), 코지 글로우
  - 임윤선: 스파이크(시즌2까지), 체리 주빌레
  - 양정화: 셀레스티아 공주(시즌2까지), 스위티 벨(시즌2까지), 스미스 할머니(시즌2까지)
  - 정유미: 루나 공주 / 나이트메어 문(시즌2까지), 스쿠틀루(시즌2까지), 케이크 부인(시즌2까지)
  - 김채하: 애플 블룸(시즌2까지), 핍스퀵, 파운드 케이크, 뮬리아 마일드
  - 박선영: 케이던스 공주(시즌2)
  - 표영재: 샤이닝 아머(시즌2)
  - 임채헌: 빅 매킨토시(시즌2까지), 더럽게 부자(시즌2)
  - 김기현: 디스코드
  - 방연지: 시장(시즌2까지), 다이아몬드 티아라(시즌2까지), 펌킨 케이크(시즌2까지)
  - 한신: 케이크 씨, 붉은 용, 덤벨, 실버스타
  - 김상현: 제코라(시즌2까지)
  - 윤미나: 치어릴리(시즌2까지), 스핏파이어(시즌2까지), 데어링 두(시즌2)
  - 여윤미: 실버 스푼(시즌2까지), 리틀 스트롱하트
  - 신용우: 스닙스, 스팟, 더블 다이아몬트
  - 김명준: 스네일스, 플림
  - 김정훈: 소어린, 맨티코어, 훕스, 아울리시우스, 급성장한 스파이크(시즌2 10화), 아위소틀, 보라색 드래곤, (위대한) 귀스타브
  - 이호산: 스티븐 마그넷
  - 김선혜: 길다
  - 이미향: 트릭시(시즌1)
  - 시영준: 플러터가이
  - 방성준: 호이티 토이티(시즌1), 피도, 선버스트
  - 권성혁: 스코어, 오렌지 삼촌, 녹색 용, 조, 가블
  - 이용신: 사파이어 쇼어스(시즌1)
  - 오인성: 로버
  - 최문자: 포토 피니시(시즌1)
  - 김장: 브레이번, 왕실 근위병 (“공주님의 애완동물”)
  - 송준석: 선더후브즈 추장, 왕실 근위병 (“공주님의 애완동물”)
  - 최원형: 블루블러드 왕자
  - 故 박일: 팬시 팬츠(시즌2,7), 윈드 라이더
  - 이주창: 젯 셋
  - 김현심: 어퍼 크러스트
  - 현경수: 플램
  - 故 최흘: 크랭키 두들 동키(시즌2)
  - 안경진: 마틸다(시즌2)
  - 소정환: 아이언 윌
  - 이선: 크리살리스 여왕(시즌2~시즌8), 카운테스 콜로라투라(시즌5)
  - 조경이: 핑키 파이(시즌6부터), 오셀러스
  - 박소라: 애플블룸(시즌3부터), 스몰더, 플러터샤이(시즌6부터)
  - 엄현정: 루나 공주/나이트메어 문(시즌3부터), 스쿠틀루(시즌3부터), 제코라(시즌3부터), 코코 포멜(시즌4,5)
  - 이영란: 스파이크(시즌3부터), 스미스 할머니(시즌4부터), 치어릴리(시즌3부터), 포토 피니시(시즌7), 크리살리스 여왕(시즌9)
  - 우정신: 셀레스티아 공주(시즌3부터), 스위티 벨(시즌3부터), 트릭시(시즌6부터)
  - 은영선: 케이던스 공주(시즌3부터), 뱁스 시드
  - 김기철: 샤이닝 아머(시즌3부터), 빅 매킨토시(시즌3부터), 스티븐 마그넷(시즌5), 파티 페이버, 니세이 처참님, 샌드바
  - 김용준: 솜브라 대왕, 제퍼 브리즈
  - 장민혁: 치즈 샌드위치
  - 이장원: 티렉(시즌 4)
  - 엄상현: 트렌더후프
  - 최덕희: 스핏파이어(시즌3~시즌7)
  - 정미숙: 다이아몬드 티아라(시즌3,4)(시즌5 19화), 트릭시(시즌3), 수리 폴로메어, 슈가 벨(시즌5)
  - 황일청: 크랭키 두들 동키(시즌5), 팬시 팬츠(시즌5)
  - 강수진: 스핀 갤럽(시즌5), 파파 맥콜트
  - 정명준: 소랙스
  - 김태훈: 스타 스월(시즌7)
  - 소연: 스타라이트 글리머

## 에피소드
| 시즌 | 시즌 | 회수 | 방송 날짜        | 방송 날짜        | 방송 날짜         |
| 시즌 | 시즌 | 회수 | 시즌 시작        | 시즌 종료        | 방송국            |
| ---- | ---- | ---- | ---------------- | ---------------- | ----------------- |
|      | 1    | 26   | 2010년 10월 10일 | 2011년 5월 6일   | 허브 네트워크     |
|      | 2    | 26   | 2011년 9월 17일  | 2012년 4월 21일  | 허브 네트워크     |
|      | 3    | 13   | 2012년 11월 10일 | 2013년 2월 16일  | 허브 네트워크     |
|      | 4    | 26   | 2013년 11월 23일 | 2014년 5월 10일  | 허브 네트워크     |
|      | 5    | 26   | 2015년 4월 4일   | 2015년 11월 28일 | 디스커버리 패밀리 |
|      | 6    | 26   | 2016년 3월 26일  | 2016년 10월 22일 | 디스커버리 패밀리 |

- 시즌 1
- 1. 우정은 마법, 1부
- 2. 우정은 마법, 2부
- 3. 기쁨 나누기
- 4. 애플벅 시즌
- 5. 그리핀 길들이기
- 6. 허풍쟁이 트릭시
- 7. 드래곤샤이
- 8. 파자마 파티
- 9. 무시무시한 소문
- 10. 빌붙이말썽요정 대소동
- 11. 겨울 마무리
- 12. 큐티 마크를 찾아서
- 13. 낙엽 달리기 대회
- 14. 래리티의 패션쇼
- 15. 핑키 센스
- 16. 소닉 레인붐
- 17. 노려보기의 달인
- 18. 장기자랑 크루세이더
- 19. 래리티와 건달들
- 20. 모델이 된 플러터샤이
- 21. 블룸버그 납치 대소동
- 22. 공주님의 애완동물
- 23. 큐티마크 연대기
- 24. 위기의 스파이크
- 25. 핑키 파이의 파티
- 26. 생애 최고의 밤

- 시즌 2
- 1. 조화의 원소, 부활! -첫번째-
- 2. 조화의 원소, 부활! -두번째-
- 3. 트와일라잇, 패닉에 빠지다!
- 4. 악몽의 밤 축제!
- 5. 우월한 자매 선발 대회!
- 6. 큐티 마크? 큐티 수두!
- 7. 애완동물 선발 대회!
- 8. 포니 마스크의 정체!
- 9. 가장 특별한 포니!
- 10. 스파이크의 보석!
- 11. 일일교사 수업!
- 12. 핑키파이의 아기 돌보기!
- 13. 허츠 워밍 이브!
- 14. 애플잭의 비밀!
- 15. 스위트 애플 농장의 위기!
- 16. 레인보우 대시는 공부벌레!
- 17. 마음과 마음의 날!
- 18. 진정한 친구!
- 19. 다시 태어난 플러터샤이!
- 20. 미래에서 온 트와일라잇!
- 21. 드래곤 대탐험!
- 22. 허리케인 플러타샤이!
- 23. 가비검즈의 비밀!
- 24. 특급열차 케이크 난도질 사건!
- 25. 캔틀롯 결혼식! -첫번째-
- 26. 캔틀롯 결혼식! -두번째-

- 시즌 3
- 1. 크리스탈 왕국 -첫번째-
- 2. 크리스탈 왕국 -두번째-
- 3. 핑키 파이 대소동
- 4. 심술쟁이 뱁스 시드
- 5. 마법 대결
- 6. 무시무시한 포니빌의 밤
- 7. 원더 볼트 학교
- 8. 애플 가족 모임
- 9. 스파이크의 은혜 갚기
- 10. 참아라 플러터샤이
- 11. 스파이크의 동물 돌보기
- 12. 포니 체육 대회
- 13. 신비로운 새 마법

- 시즌 4
- 1. 트와일라잇 스파클 공주 파트1
- 2. 트와일라잇 스파클 공주 파트2
- 3. 옛 궁전에서의 무시무시한 소동
- 4. 대어링 두의 수수께끼
- 5. 기운을 내, 스쿠틀루
- 6. 파워 포니
- 7. 박쥐다!
- 8. 메인해튼에 온 래리티
- 9. 핑키 애플 파이
- 10. 레인보우 대시의 갈등
- 11. 셋은 너무 많아
- 12. 핑키 파이의 자존심
- 13. 허세와 검소함의 차이
- 14. 립싱크 대소동
- 15. 트와일라잇 타임
- 16. 브리지 요정들의 대이동
- 17. 난 아가가 아냐!
- 18. 모드 파이
- 19. 스위티벨의 질투
- 20. 한 번 드셔보시라니까요
- 21. 시험공부 1, 2, 3
- 22. 물물교환 합시다
- 23. 마음먹은 대로
- 24. 이퀘스트리아 체육대회
- 25. 트와일라잇의 왕국 파트1
- 26. 트와일라잇의 왕국 파트2

- 시즌 5
- 1. 큐티 지도: 파트1
- 2. 큐티 지도: 파트2
- 3. 아늑한 나의 성
- 4. 애플 블룸의 악몽
- 5. 탱크의 겨울잠
- 6. 로데오의 무법자
- 7. 우정은 어려워
- 8. 그리핀스톤의 사라진 보물
- 9. 결혼식 준비
- 10. 스파이크 공주
- 11. 완벽한 파티
- 12. 우정되찾기
- 13. 꿈속의 괴물
- 14. 캔틀롯 부티크
- 15. 명탐정 래리티
- 16. 메인해튼의 연극 공연
- 17. 우월한 형제 선발 대회
- 18. 큐티 마크를 기다리며
- 19. 핑키 파이의 비밀
- 20. 최악의 허츠워밍
- 21. 악몽의 밤 축제
- 22. 디스코드가 어때서?
- 23. 사이 나쁜 이웃
- 24. 최고의 포니 팝스타
- 25. 트와일라잇의 시간 여행: 파트1
- 26. 트와일라잇의 시간 여행: 파트2

- 시즌 6
- 1. 크리스탈 의식 1부
- 2. 크리스탈 의식 2부
- 3. 모드 파이의 선물
- 4. 큐티 마크가 뭐길래
- 5. 불꽃의 도전
- 6. 두 번은 안돼
- 7. 신참 레인보우 대시
- 8. 허츠 워밍 이야기
- 9. 큐티 마크가 문제야
- 10. 패션 스트리트에서 살아남기
- 11. 애플잭, 제발 좀 쉬어
- 12. 플러터샤이네 골칫덩어리
- 13. 삶은 향신료처럼 톡쏘는 것
- 14. 팬과 안티는 종이 한장 차이
- 15. 엉망진창 애플우드 경주
- 16. 28번의 장난 후
- 17. 체인질링으로서 산다는 것
- 18. 던전 & 디스코드
- 19. 벅볼 시즌
- 20. 비바 라스 페가수스
- 21. 하는 일마다 실수연 발
- 22. 한 쪽 말만 들어선 안돼
- 23. 애플 가족의 거짓말
- 24. 최고의 원더볼트
- 25. 처음으로 다시 돌아가기 1부
- 26. 처음으로 다시 돌아가기 2부

- 시즌 7
- 1. 하늘 같은 스승의 조언
- 2. 스타라이트의 분노 참기
- 3. 플러리 하트의 마음
- 4. 돌처럼 단단한 우정
- 5. 플러터샤이의 고민
- 6. 넌 나에게 영원토록 망아지란다
- 7. 부모님의 사랑
- 8. 사랑에 빠진 빅 매킨토시
- 9. 너무 정직해도 문제야
- 10. 셀레스티아 공주와 루나 공주의 갈등
- 11. 야크 도움 요청하지 않는다
- 12. 디스코드의 새로운 시도
- 13. 천생연분
- 14. 유명세에는 대가가 따르는 법
- 15. 싸움을 막아라
- 16. 캠프파이어와 함께 듣는 전설
- 17. 대어링 두의 위기
- 18. 제콜라를 구해라
- 19. 체인질링의 마음을 돌리는 건 어려워
- 20. 엉망진창이 된 갈기
- 21. 비행선에서의 소동
- 22. 큐티 마크 캠프
- 23. 파이에 얽힌 비밀
- 24. 어색한 친구 사이
- 25. 그림자 포니의 습격 1부
- 26. 그림자 포니의 습격 2부

- 시즌 8
- 1. 학교 소동 파트1
- 2. 학교 소동 파트2
- 3. 모드 파이의 남자친구
- 4. 플러터샤이의 다양한 모습
- 5. 유쾌한 할머니들의 유쾌한 여행
- 6. 바다와 육지
- 7. 셀레스티아 공주의 연극 공연
- 8. 부모님과의 갈등
- 9. 지나친 경쟁
- 10. 사랑? 혹은 이별?
- 11. 스파이크의 탈피
- 12. 우정 학교 입학 작전
- 13. 못된 여섯 포니 친구들
- 14. 교장 선생님 일은 힘들어
- 15. 허츠 워밍 클럽
- 16. 우정 대학교
- 17. 서로 너무 다른 두 친구
- 18. 핑키 파이의 야크 악기 연주
- 19. 친구와 함께 여행하기
- 20. 워시아웃 비행단
- 21. 락후프의 현대 적응기
- 22. 이상한 동굴
- 23. 침묵 속에 담긴 비밀
- 24. 아빠를 만난 스파이크
- 25. 학교를 구해라 파트 1
- 26. 학교를 구해라 파트 2

- 시즌 9
- 1. 솜브라 대왕의 복수 1부
- 2. 솜브라 대왕의 복수 2부
- 3. 조화의 나무 재건
- 4. 진정한 형제 최고!
- 5. 돌아 오지 않는 지점
- 6. 퀴블과 윈드 스프린트
- 7. 포니 팔 콘테스트
- 8. 이퀘스트리아의 악당이 열광이 되었습니까?
- 9. 부화하는 드래곤 알!
- 10. 큰 묘목
- 11. 학생회 책임
- 12. 마지막 크루세이드!
- 13. 자매 휴가
- 14. 치즈 샌드위치의 귀환
- 15. 응원단의 경기
- 16. 트와일라잇과 핑키 파이의 퀴즈 도전
- 17. 여름 태양의 좌절
- 18. 플러터샤이와 엔젤의 관계
- 19. 드래곤이 떨어졌다
- 20. 바이스 헤드메어
- 21. 마지막 대어링 두 모험
- 22. 성장하는 것은 어렵습니다!
- 23. 빅 매킨토시의 결혼식
- 24. 이퀘스트리아 마지막 전투! 1부
- 25. 이퀘스트리아 마지막 전투! 2부
- 26. 이퀘스트리아의 미래에 대한 마지막 문제

## 유통

### 국제 시장
마이 리틀 포니: 우정은 마법은 약 140개 지역에 진출해 있다.
방영 국가와 방영 채널은 다음과 같다.
- 캐나다는 트리하우스 TV에서 영어판을 방영.
- 영국은 2012년까지 부메랑에서, 2013년 9월부터는 타이니 팝에서 방영.[22]
- 싱가포르는 옥토에서 방영.[23]
- 호주는 카툰 네트워크와 부메랑에서 방영.
- 말레이시아는 NTV7에서 방영.
- 중동·북아프리카는 스페이스툰에서 방영.
- 아랍에미리트는 E-주니어에서 방영.[24]
- 대한민국은 투니버스에서 방영되었고 디즈니 채널과 디즈니 주니어로 옮겼다.
- 일본은 TV 도쿄에서 방영.[25]

일본어판은 별개의 오프닝, 혹은 엔딩 노래를 사용했다.
일본어판의 오프닝은 다음과 같다.
- 미래 스타트(ミライスタート 미라이 스타토[*])
- 매지컬 대☆대☆대모험!(マジカル大☆大☆大冒険！ 마지카루 다이☆다이☆다이보켄[*])
- 유메미루! 신지루! 미라이카나에테!(夢見る！信じる！未来叶えて！)
- 럭키걸(ラッキーガール 랏키가루[*])

일본어판의 엔딩은 다음과 같다.
- 짝사랑의 튀김(片思いの唐揚げ 가타오모이노 가라아게[*])
- Step by Step

이탈리아어판 역시 별개의 오프닝, 혹은 엔딩 노래를 사용했다. 이탈리아어판은 수산나 발바라니가 부른 “My Little Pony”를 오프닝으로 사용했다.
2014년 3월 27일, 투니버스는 마이 리틀 포니: 우정은 마법을 방영할 것을 발표했다. 바로 다음 4월 30일부터 주 2회로 방영을 시작했고, 다음 7월 24일에 시즌1 피날레가 방영되었다. 대한민국에서 동시간대 아동용 애니메이션 시청률 1위를 달성하고, 2014년 6월 25일에 해즈브로 코리아는 포니 완구를 공식적으로 유통할 것을 발표했다. 또한 투니버스에서는 친친데이 등의 마이 리틀 포니: 우정은 마법 관련 행사를 열었다. 2014년 8월 27일에 트와일라잇의 성우인 박지윤 성우가 시즌2를 더빙 중이라고 밝혔다. 2014년 9월 13일, 투니버스는 광고를 통해 2014년 9월 17일에 시즌2 방영을 시작할 것이라고 알렸다. 2016년 5월에는 시즌3 방영을 시작하였다. 같은해 11월 22일에는 시즌4 방영을 시작했다.

### 홈미디어
| 제목                                                               | 출시일           | 에피소드 | 비고 |
| ------------------------------------------------------------------ | ---------------- | --- | --- |
| 프렌즈쉽 익스프레스(The Friendship Express)                        | 2012년 2월 28일  | - "Friendship Is Magic" (시즌1 1화/2화) - "Over a Barrel" (시즌1 21화) - "Hearth's Warming Eve" (시즌2 11화) - "The Last Roundup" (시즌2 14화)                                                                                | - 주연 캐릭터 스케치 - 오프닝 테마 풀 버전 반주 - 파운드 퍼피즈 ("The Yipper Caper", 시즌1 1화) - 색칠 놀이                                                                                          |
| 로얄 포니 웨딩(Royal Pony Wedding)                                 | 2012년 8월 7일   | - "A Canterlot Wedding" (시즌2 25화/26화) - "Hearts and Hooves Day" (시즌2 17화) - "Sweet and Elite" (시즌2 9화) - "The Best Night Ever" (시즌1 26화)                                                                         | - "Love Is In Bloom" 풀 버전 반주 - "The Perfect Stallion" 반주 - 색칠 놀이 |
| 어드벤쳐 인 더 크리스탈 엠파이어(Adventures in the Crystal Empire) | 2012년 12월 4일  | - "The Crystal Empire" (시즌3 1화/2화) - "It's About Time" (시즌2 20화) - "Luna Eclipsed" (시즌2 4화) - "Sonic Rainboom" (시즌1 16화)                                                                                         | - "The Ballad of the Crystal Empire" 반주 - 색칠 놀이 |
| 시즌1 DVD 세트                                                     | 2012년 12월 4일  | - 시즌 1 | - "At the Gala" 및 오프닝 테마 풀 버전 반주 - 색칠 놀이 - 제작진들의 여담 오디오 코멘터리 |
| 핑키파이 파티(Pinkie Pie Party)                                    | 2013년 1월 29일  | - "Feeling Pinkie Keen" (시즌1 15화) - "Party of One" (시즌1 25화) - "Baby Cakes" (시즌2 13화) - "A Friend In Deed" (시즌2 18화) - "Too Many Pinkie Pies" (시즌3 3화)                                                         | - "Smile Song" 반주 - 파티 세트 |
| 프린세스 트와일라잇 스파클(Princess Twilight Sparkle)              | 2013년 4월 30일  | - "Magical Mystery Cure" (시즌3 13화) - "Games Ponies Play" (시즌3 12화) - "Magic Duel" (시즌3 5화) - "MMMystery on the Friendship Express" (시즌2 24화) - "Lesson Zero" (시즌2 3화)                                          | - "A True, True Friend" 반주 - 색칠 놀이 |
| 시즌2 DVD 세트                                                     | 2013년 5월 14일  | - 시즌 2 | - 마이 리틀 포니 프로젝트 2012 이벤트 라이브 스테이지 리딩 - 2012 샌디에이고 코믹콘 포니 판넬 녹화본 - "The Perfect Stallion", "Love Is In Bloom", "Smile Song", "Becoming Popular" 반주 - 색칠 놀이 |
| 마이 리틀 포니: 이퀘스트리아 걸스                                  | 2013년 8월 6일   | - 해당 영화 | - "Through The Mirror" - "Cafeteria Song", "A Friend for Life" 반주 - "Pony-fy Yourself" - 색칠 놀이                                                                                                 |
| 포니 폴 에브리 시즌(A Pony For Every Season)                       | 2013년 11월 19일 | - "Look Before You Sleep" (시즌1 8화) - "Winter Wrap Up" (시즌1 11화) - "Too Many Pinkie Pies" (시즌3 3화) - "Wonderbolts Academy" (시즌3 7화) - "Apple Family Reunion" (시즌3 8화) - "Keep Calm and Flutter On" (시즌3 10화) | 정보 없음 |
| 시즌3 DVD 세트                                                     | 2014년 2월 4일   | - 시즌 3 | - 2013 샌디에이고 코믹콘 포니 판넬 녹화본 - 반주 |
| 대시 오브 어썸(A Dash Of Awesome)                                  | 2014년 3월 25일  | - "May the Best Pet Win!" (시즌2 7화) - "The Mysterious Mare Do Well" (시즌2 8화) - "Read It and Weep" (시즌2 16화) - "Daring Don't" (시즌4 4화) - "Rainbow Falls" (시즌4 10화)                                               | 정보 없음 |
| 키 오브 프렌즈쉽(The Keys Of Friendship)                           | 2014년 7월 29일  | - "Rarity Takes Manehattan" (시즌4 8화) - "Pinkie Apple Pie" (시즌4 9화) - "It Ain't Easy Being Breezies" (시즌4 16화) - "Twilight's Kingdom" (시즌4 25화/26화)                                                               | 정보 없음 |
| 스푹타큘러 포니 테일즈(Spooktacular Pony Tales)                    | 2014년 9월 9일   | - "Boast Busters" (시즌1 6화) - "Stare Master" (시즌1 17화) - "Luna Eclipsed" (시즌2 4화) - "Sleepless in Ponyville" (시즌3 6화) - "Castle Mane-ia" (시즌4 3화) - "Bats!" (시즌4 7화)                                         | 정보 없음 |
| 이퀘스트리아 걸스: 레인보우 락                                     | 2014년 10월 28일 | - 해당 영화 | - 단편 영화 - 반주 |